# Zespół Allgrove’a

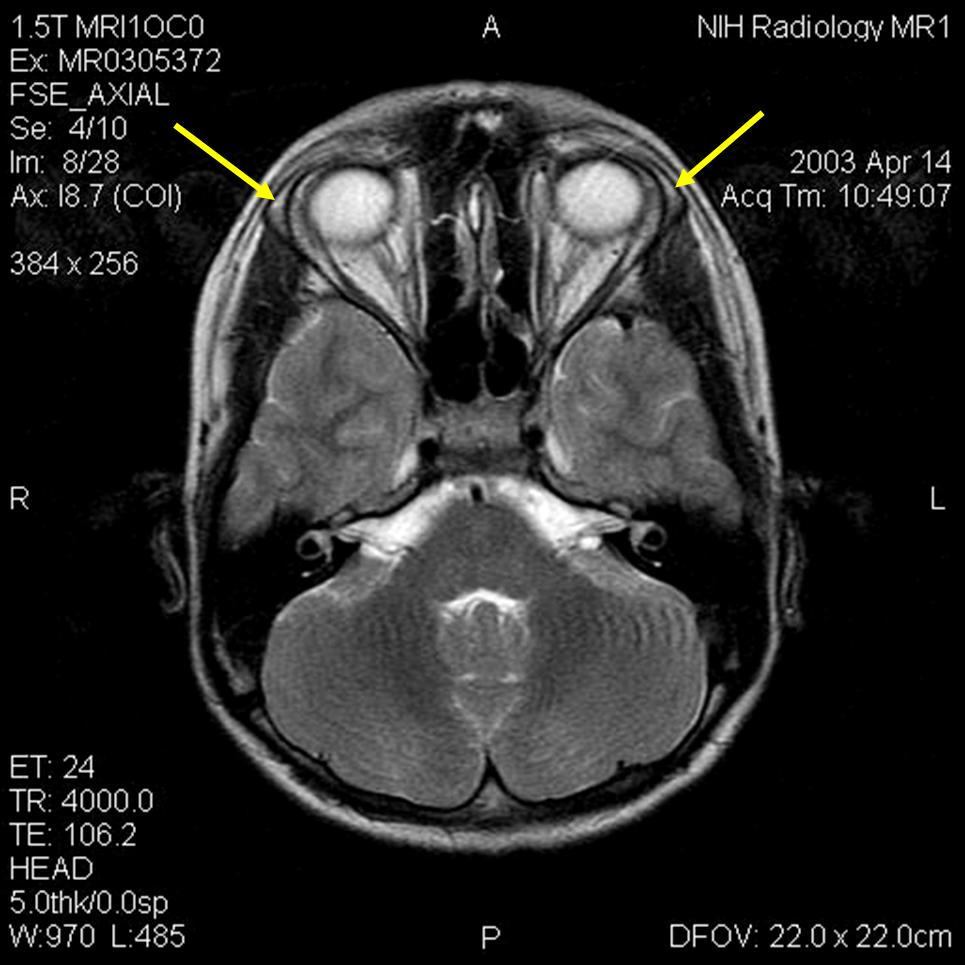
Obraz MRI obustronnej hipoplazji gruczołów łzowych (strzałki) u 12-letniego pacjenta z zespołem Allgrove’a

Zespół Allgrove’a (zespół AAA, ang. Allgrove’s syndrome, achalasia-Addisonian syndrome, Addisonian-achalasia, AAAS) – rzadki, uwarunkowany genetycznie zespół o dziedziczeniu autosomalnym recesywnym. Na obraz kliniczny zespołu składa się triada:
- choroba Addisona
- brak wydzielania łez (alakrimia)
- achalazja przełyku.

Chorobę opisał Jeremy Allgrove i wsp. w artykule w Lancet w 1978 roku. Etiologia nie jest poznana, locus zmutowanego genu w AAAS to 12q13.